# Педро II (король Сицилии)
Педро II (сиц. Petru II, итал. Pietro II; 1305 — 15 августа 1342) — король Сицилии (официально король Тринакрии) с 1337 года из Барселонской (Арагонской) династии. Старший сын короля Сицилии Федериго II и Элеоноры Анжуйской.
Был коронован в качестве соправителя отца в 1321 году и вступил на престол после смерти Федериго II.
Воцарение Педро II означало отказ правившей в Сицилии Арагонской (точнее Барселонской) династии исполнить договор в Кальтабеллотте (август 1302 года), по которому после смерти Федериго II Сицилия должна была вернуться под власть Анжуйской династии. Царствование Педро II было омрачено конфликтом между королём и частью знати, желавшей исполнения договора в Кальтабеллотте (так называемые filoangioini). Педро II оказался душевнобольным, и поэтому в 1338 году над ним было установлено регентство его брата Джованни, графа Рандаццо.
15 августа 1342 года Педро II внезапно умер в Калашибетте. Его смерть означала продолжение и развитие неурядиц на Сицилии, так как его сыновья были еще малолетними. Похоронен в кафедральном соборе Палермо между гробницами Рожера II и Фридриха II.

## Семья
Педро II был женат на Елизавете Каринтийской, от которой имел девять детей, в том числе:
1. Констанция (1324 — 23 октября 1355) — регентша Сицилии в 1352—1354 годах (при короле Людовике)
2. Элеонора (1325 — 20 апреля 1375) — третья жена Педро IV Церемонного, короля Арагона
3. Эуфемия (1330 — 21 февраля 1359) — регентша Сицилии в 1355—1357 годах (при Федериго III)
4. Людовик (1337 — 16 октября 1355) — король Сицилии с 1342 года
5. Джованни (1340 — 22 июня 1353)
6. Федериго III (1 сентября 1341 — 27 января 1377), король Сицилии с 1355